# Marosvásárhelyi nemzetközi repülőtér
A marosvásárhelyi Transilvania nemzetközi repülőtér (IATA: TGM, ICAO: LRTM) Marosvásárhely közelében, Vidrátszeg mellett, a DN1-es főút mentén található nemzetközi repülőtér.

## Története

### A meggyesfalvi repülőtér
Az első marosvásárhelyi repülőteret 1936-ban, Emil Dandea polgármester szolgálata idején építették Meggyesfalva területén, a Maros bal partján. Ez volt az a hely, ahol Aurel Vlaicu 1912 szeptember 4-én leszállt repülőgépével. Az első járatok Bukarestbe, Budapestre, és Kolozsvárra indultak, Li–2 típusú gépekkel.
1944-ben a német csapatok felrobbantották a repülőteret, csak 1948-ra építették teljesen újjá. 1950-ben a korhoz képest modern meteorológiai és navigációs berendezéssel látták el. 1953-ban 1 100 méteresre bővítették a leszállópályát, és felépítették az irányítótornyot. Utasforgalma 1950-ben 4 350, 1960-ban 19 600 volt.
A vidrátszegi repülőtér megnyitása után a meggyesfalvi repteret sportrepülésre használják. Jelenleg is üzemel, neve Elie Carafoli Sportrepülőtér.

### A vidrátszegi repülőtér
A kis meggyesfalvi repülőtér nehezen tudta kiszolgálni a megnövekedett utasforgalmat és a modern gépeket, így 1961-ben új repülőteret kezdtek építeni Vidrátszeg falu mellett, 14 kilométerre a várostól, mely 1969-re készült el. A járatokon Antonov An-24 és esetenként RomBAC gépek üzemeltek. Az utasforgalom 1978-ban 19 077, 1990-ben 27 872 volt.
2005-ben felújították, új nemzetközi terminált létesítettek, valamint a műszeres leszállítóberendezést is korszerűsítették. 2006-ban felvette az Aeroportul Transilvania nevet, melyet jelenleg is használ.
2008-ban megkezdődtek a nemzetközi terminál bővítésének munkálatai, amit 2009 április hónap folyamán átadtak. 2009-ben új pályafényeket is forgalomba helyeztek. 2017–2018 között felújították a futópályát.

## Járatok
| Légitársaság      | Célállomások                                 |
| ----------------- | -------------------------------------------- |
| AirConnect        | Bukarest                                     |
| Animawings        | Szezonális charter: Antalya                  |
| Corendon Airlines | Szezonális charter: Antalya                  |
| Skyexpress        | Szezonális charter: Kréta                    |
| Wizz Air          | Budapest, Dortmund, London-Luton, Memmingen, |
| HiSky             | Szezonális charter:Antalya                   |

## Forgalom
Az utasforgalom az elmúlt években az alábbi módon változott:
| Utasok száma | 12 408 | 156 929 | 84 062 | 257 303 | 363 389 | 287 412 | 63 794 | 88 770 | 177 342 | 213 312 |
|              | 2005   | 2007    | 2009   | 2011    | 2013    | 2016    | 2018   | 2020   | 2022    | 2024    |

## Képek

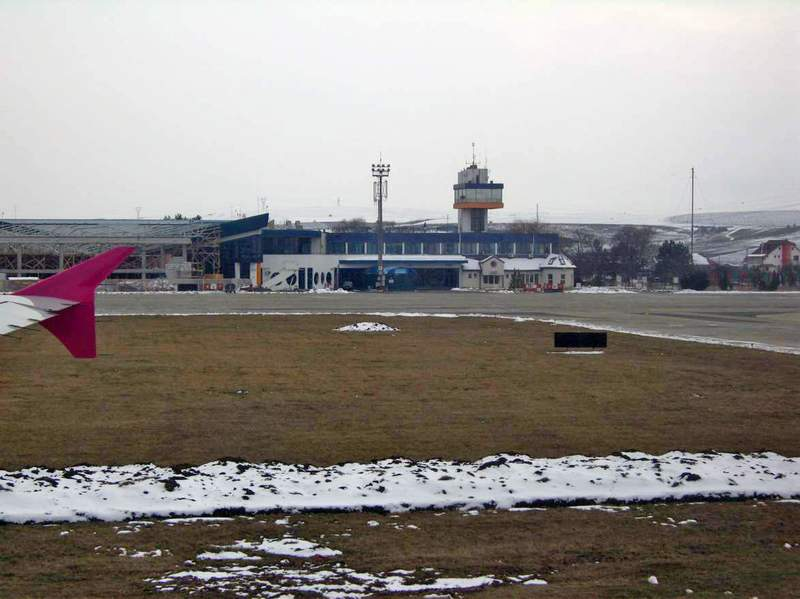
Marosvásárhely reptér
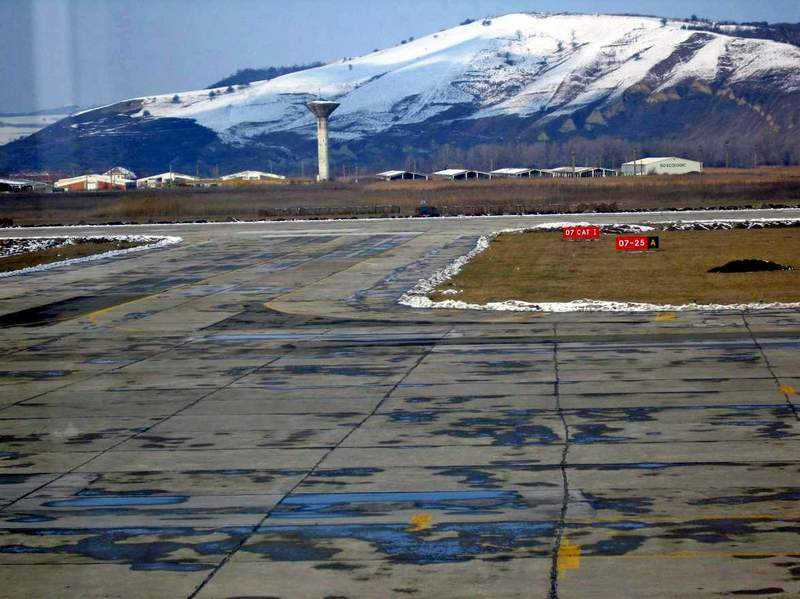
Reptér előtér
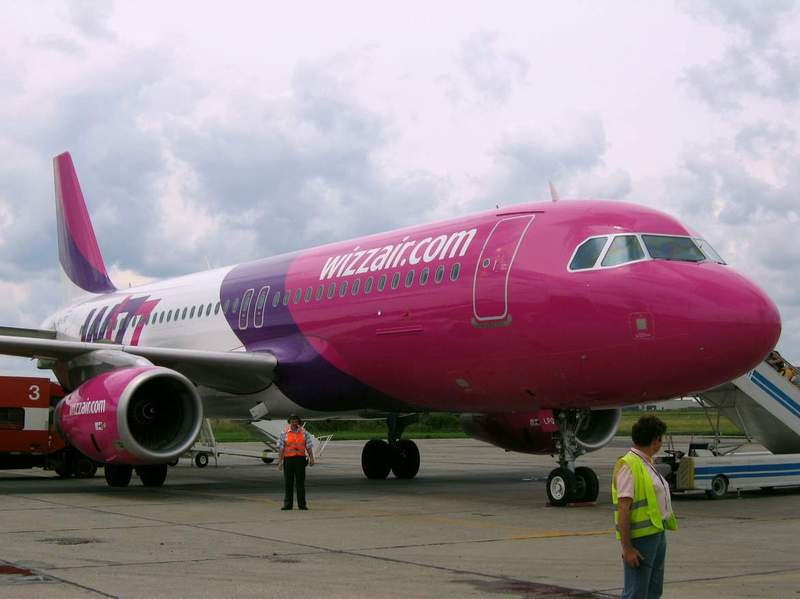
A Wizz Air gépe Marosvásárhelyen 2008-ban
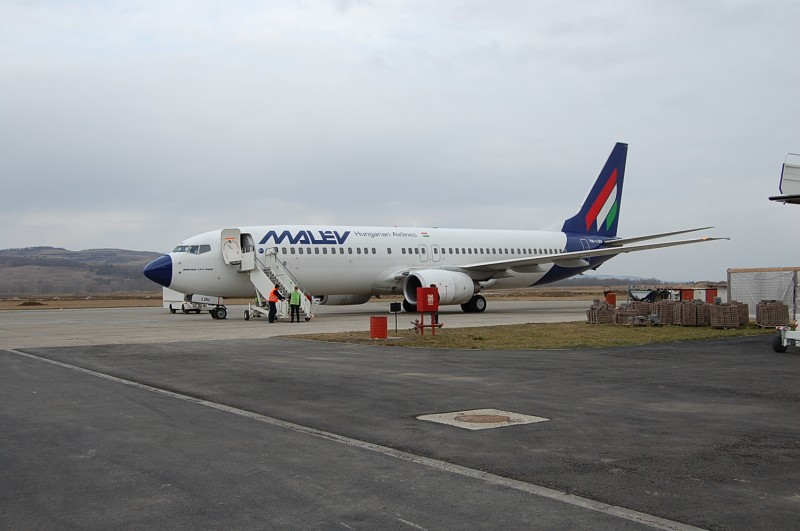
A Malév gépe Marosvásárhelyen 2009-ben